# Thomas J. Kelly
Thomas J. Kelly (* 21. November 1941) ist ein Genforscher, der in der Grundlagenforschung tätig ist.
Kelly ist der Leiter des Sloan-Kettering Institute, ein Forschungsinstitut am Memorial Sloan-Kettering Cancer Center in New York City.

## Leben
Kelly erwarb an der Johns Hopkins University in Baltimore, Maryland einen B.A., einen Ph.D. in Biophysik und einen M.D. (Berufsdoktorat). 1972 wurde er Mitglied des Lehrkörpers der Johns Hopkins University, wo er zuletzt – als Nachfolger von Daniel Nathans – als Direktor des Instituts für Molekulare Biologie und Genetik wirkte und unter anderem die spätere Nobelpreisträgerin Carol Greider rekrutierte. Seit 2002 ist er Leiter des Sloan-Kettering Institute am Memorial Sloan-Kettering Cancer Center.

## Wirken
Kelly gilt als einer der wichtigsten Erforscher der DNA-Replikation bei Eukaryoten, insbesondere was die Initiierung und die Kontrolle dieses Prozesses betrifft. Verschiedene Säugetier-Viren dienten als Modellorganismus. Er entwickelte später weit verbreitete In-vitro-Systeme zur vollständigen Replikation von Adenoviren und vom Simian-Virus 40. Jüngere Arbeiten befassen sich mit der Beziehung zwischen DNA-Replikation und dem Voranschreiten des Zellzyklus beim Menschen und beim Schizomyceten Schizosacchromyces pombe.

## Auszeichnungen (Auswahl)
- 1989 Mitgliedschaft in der American Academy of Arts and Sciences[2]
- 1992 Mitgliedschaft in der National Academy of Sciences
- 1998 Mitgliedschaft in der American Philosophical Society[3]
- 2004 Alfred P. Sloan, Jr. Prize mit Bruce Stillman[4]
- 2010 Louisa-Gross-Horwitz-Preis mit Bruce Stillman[5]